# De sas en sas
Pour plus de détails, voir Fiche technique et Distribution.
De sas en sas est un film dramatique français réalisé par Rachida Brakni et sorti en 2016.

## Synopsis
Pour voir un détenu de leur connaissance incarcéré, plusieurs personnes parcourent le trajet infernal jusqu’au parloir de la prison : un homme âgé, plusieurs femmes dont une qui est enceinte, une mère et sa fille, grande adolescente. Pour les surveillants, qui n'ont pas beaucoup de latitude, ni de moyens, la partie n'est pas facile.

## Fiche technique
- Titre : De sas en sas
- Réalisation : Rachida Brakni
- Scénario : Rachida Brakni et Raphaël Clairefond
- Musique : Mehdi Haddab, Gaëtan Roussel, Rachida Brakni et Jeff Silbar
- Montage : Yorgos Lamprinos
- Photographie : Katell Djian
- Décors : Daniel Bevan
- Costumes : Nina Avramovic
- Production : Thierry Lounas
- Société de production : Capricci Production
- Société de distribution : Capricci Films
- Pays d'origine :  France
- Durée : 82 minutes
- Dates de sortie :
  - France : 29 novembre 2016 (Festival du film de Belfort - Entrevues) ; 22 février 2017 (sortie nationale)

## Distribution
- Samira Brahmia : Fatma
- Zita Hanrot : Nora
- Fabienne Babe : Marlène
- Judith Caen : Judith
- Tella Kpomahou : Alizata Coulibaly
- Lorette-Sixtine
- Souad Flissi : Houria
- Meriem Serbah : Sonia
- Salma Lahmer : Nawell
- Luc Antoni : Anthony
- Sacha Bourdo : Jim
- Simon Bourgade : le gardien
- Katia Grimm : la femme enceinte
- Fabien Baïardi : surveillant guérite des réservations